# ダークダックス
ダークダックス（）は、1951年から2016年まで日本で活動していた男声の重唱団（ボーカルグループ）である。過去のレコードジャケットや、NHKみんなのうたでは『ダーク・ダックス』という表記がされる時もあった。同グループのメンバー数は活動の中心時期には長らく4人であった。

## 来歴
メンバー全員、慶應義塾大学経済学部出身。同大学の男声合唱団ワグネルソサエティのメンバーたちが、1951年のクリスマスパーティーで「ホワイト・クリスマス」の合唱を披露したことがきっかけで結成。この時、高見澤宏が入学する前だったので、メンバーは3人だった。結成当時はJAZZ・黒人霊歌を中心に活動していたが、のちにオリジナル楽曲やロシア民謡、山の歌、唱歌など幅広いジャンルの楽曲をレパートリーとするようになった。
1957年にロシア民謡「ともしび」をヒットさせ、一躍人気を集めた。当時としては異例の年6枚のアルバムを発売し、記録的ヒットを収め、歌謡界にコーラスブームを巻き起こした。1957年3月22日、初演奏会をひらく。翌1958年に第9回NHK紅白歌合戦に初出場し、以後、1971年の第22回まで14回連続出場。1976年の第27回に再出場を果たし、通算15回出場している。第9回、第10回（1959年）は彼らの歌のラジオの音声が現存し、1960年代中期からは映像が現存する。第10回は2009年4月29日放送のNHK-FM『今日は一日“戦後歌謡”三昧』の中で彼らの歌も含め全編が再放送された（音声はモノラル）。
世界各国でも音楽活動を行っており、特にソビエト連邦へは1960年、1962年、1972年、1974年、1977年の5回に亘り長期演奏旅行を行い、盛況を極めている。（尚、1967年のソ連訪問は、4月の東京‐モスクワ間の直通定期旅客航空路線開設に伴う、東京発モスクワ行き第1便搭乗者としての招待旅行であり、演奏旅行ではない。）
1987年には、メンバーが変わらない日本で最も長期にわたって活動するコーラスグループとして、ギネス世界記録に認定。1993年（平成5年）、紫綬褒章受章。グループ全員による受章は史上初。
同形態をとるコーラスグループ、デューク・エイセスとボニージャックスとの三者共演の歴史は古く、1973年4月の第2回東京音楽祭で、国内大会と世界大会との間の1週間に企画された「東京音楽祭ウィーク」でのコンサート「ビッグ3夢の競演」にまで遡る。また、1986年3月には、「ザッツ・ハーモニー」と銘打った全10日間の合同企画も開催されている。これは、最初の3日間ずつで夫々が単独のリサイタルを行ない、最終日に三者合同で歌うという日程であった。その後、21世紀に入った頃から、三者共同でのショー開催は恒例として度々行われるようになった。
1997年に一過性脳虚血発作で佐々木行が倒れ、翌年より療養生活に入る（後に鬱病を患っていることが喜早哲から明かされた）。新メンバー招聘の話もあったが「（ダークダックスの特色から言って）他メンバーのダークダックスは考えられない」とスタッフや後援会が反対、あくまで佐々木行復帰を待つということでコーラスのパートをカルテットからトリオに再編し、以後3人のメンバー（喜早哲いわく「ダークダックス3兄弟になった」と考えて欲しいとのこと）で活動。
2008年に群馬県館林市にて、グループの活動記録や資料を保存し功績と足跡を顕彰する施設「ダークダックス館林音楽館」がオープンしている。
2010年2月からは高見澤宏も病のため療養。残ったメンバー2名はダークダックスと縁が深くステージ共演も多いしゅうさえこをゲストボーカルに招き、しゅうさえこが高見澤宏のパートを担当する形でダークダックスwithしゅうさえこというユニットを結成し活動。しかし、2011年1月7日に高見澤宏が77歳で死去したことを受け、2人ではダークダックスとしての音楽活動は出来ないという判断から同年3月29日放送の『ありがとう！ダークダックス』（NHK-BS2）にて、同番組を以てダークダックスとしての（音楽）活動に区切りを打つことが発表された。
活動休止宣言から約半年後の2011年11月17日・18日放送『ラジオ深夜便』（NHKラジオ）へ遠山一、喜早哲が出演し、グループ60年の歴史を振り返った。2人での活動再開についても「まだ（高見澤宏の死から）完全に立ち直った訳ではないから」としながらも「無いとも言えません、まだ先が長いつもりで考えていきたいと思います」（遠山一談）と、今後に含みを見せた。2012年に入ってからは、恒例となっているデューク・エイセス、ボニージャックスとの合同コンサートを行うなど、活動を本格的に再開。
2016年3月26日に病気療養中だった喜早哲が85歳で死去。また、同年6月20日には佐々木行も84歳で死去。この時点で存命するメンバーが遠山一だけとなったため、グループとしての活動に終止符を打つことになったが、同年10月から再びしゅうさえことの共演によるダークダックスのゾウさん＆しゅうさえことしてコンサートを再開。晩年も約1年に1回のペースで活動を続けた。2019年7月には遠山一の録り下ろしナレーション入りのベストアルバムを新たにリリースした。
2023年9月22日、遠山一が93歳で死去したことにより、ダークダックスのメンバー全員が亡くなった。

## メンバー
高見澤 宏（、1933年11月9日 - 2011年1月7日）
担当パートは、トップ・テナー。静岡県出身。 愛称はパクさん。血液型 B型。干支 酉年。星座 さそり座。立ち位置は一番左でマイクの保持は左手。静岡市立高等学校卒業。俳優の萬屋錦之介は義兄（妻の兄）、中村嘉葎雄は義弟（妻の弟）、中村獅童は甥にあたる。富永一朗によると、漫画家の田河水泡の甥にあたるという。神奈川県藤沢警察署警察署協議会委員も務めていた。
2011年1月7日、心不全のため、神奈川県藤沢市の自宅で死去した。77歳没。
佐々木 行（、1932年2月18日 - 2016年6月20日）
本名：佐々木通正（みちまさ）（本名でも活動していた時期があったことから、現在でも資料によってはこちらの名前が掲載されている）。担当パートは、リード・テナー 福島県出身。愛称はマンガさん。血液型 A型。干支 申年。星座 水がめ座。立ち位置は左から2番目でマイクの保持は右手。
主にメロディパートを担当。愛知県立旭丘高等学校卒業。1997年末に一過性脳虚血発作で倒れ、その後鬱病を発症。更に脳梗塞の後遺症のため病気療養していた。歌手のさとう宗幸は、はとこ（さとうの祖母と佐々木の祖母が姉妹）、野球解説者の佐々木信也は遠戚にあたる。療養中の2008年、夫人に先立たれる不幸に遭う。
2016年6月20日、心不全のため死去した。84歳没。
喜早 哲（）、1930年11月8日 - 2016年3月26日）
担当パートは、バリトン。東京都出身。愛称はゲタさん。血液型 O型 干支 午年。星座 さそり座。立ち位置は右から2番目でマイクの保持は右手。佐々木行の休業後はメロディパートを担当。東京都立西高等学校卒業。日本エッセイストクラブ会員で『日本の抒情歌』（誠文堂新光社、1983年）『日本の美しい歌―ダークダックスの半世紀』（新潮社、2007年）等の著作もある。デューク・エイセスのリーダーでバリトン、谷道夫と誕生日が同じ。
2016年3月26日、急性肺炎のため死去。85歳没。
遠山 一（、1930年5月26日 - 2023年9月22日）
本名：金井哲夫（後に金井政幸に改名）、担当パートは、ベース。東京都出身。愛称はゾウさん。血液型 B型。干支 午年。 星座 ふたご座。立ち位置は一番右でマイクの保持は左手。神奈川県立湘南高等学校卒業。慶應義塾大学卒業後、東京藝術大学中退。ダークダックスの所属事務所でもあるエーディープロダクション社長も務めた。2016年に喜早哲、佐々木行が相次いで死去したことに伴い、ダークダックス最後の存命者となった。晩年も「ダークダックスのゾウさん」として活動していたが、2023年9月22日、慢性心不全と老衰のため死去93歳没。これにより、ダークダックスはメンバー全員がこの世を去った。メンバーの中で唯一、令和の時代も存命した人物だった。
同年、第65回日本レコード大賞特別功労賞を受賞した。

## 代表曲
- ともしび（ロシア歌謡 / 1956年7月発売）
- カチューシャ（ブランテル作曲 / 1956年10月27日発売）
- トロイカ（ロシア民謡 / 1957年6月発売）
- 赤いサラファン（ヴァルラーモフ作曲 / 1957年6月発売）
- 雪山讃歌（ダークダックスが志賀高原を訪れた際に、地元で歌われていたこの歌を発掘した / 1958年9月発売）
- つる（フレンケリ作曲）
- スカンク・カンク・プー
- カリンカ（ラリオーノフ作曲 / 1959年10月発売）
- クラリネットをこわしちゃった（1963年、NHK「みんなのうた」で取り上げられヒット / 1959年11月発売）
- シーハイルの歌（1960年12月発売）
- 白銀は招くよ
- すずらん（フェリツマン作曲、ダークダックスが第1回ソ連演奏旅行の際に持ち帰り大ヒットし、学校教科書にも掲載された / 1961年4月発売）
- 北上夜曲（和田弘とマヒナスターズらとの競作。ダークダックスが盛岡市を訪れた際に、地元で歌われていたこの歌を発掘した / 1961年4月30日発売）
- 白い想い出（1963年、作詞・作曲　山崎唯）
- 愛のソナタ（プラターズの「オンリー・ユー」の作曲で知られるバック・ラムの書き下ろし楽曲 / 1964年9月1日発売）
- アンジェリータ（1964年、第15回NHK紅白歌合戦で披露したことがきっかけで大ヒット / 1965年1月20日発売）
- エーデルワイス（ロジャース作曲 / 1966年2月1日発売）
- 山男の歌（シングルではダークダックス最大のヒット作 / 1966年2月1日発売）
- 銀色の道（ダークダックスの代名詞的作品。NHK「夢をあなたに」テーマ曲。レコードではザ・ピーナッツとの競作 / 1966年10月10日発売）
- 近鉄の歌（近畿日本鉄道3代目社歌。小原重徳とブルーコーツが演奏。永六輔と中村八大の「六・八コンビ」による作成 / 1966年発表）
- 素晴らしい明日（1967年11月10日発売）
- あんな娘がいいな（NHK「あなたのメロディー」発表作品 / 1969年11月20日発売）
- 花のメルヘン（オリジナル音源での冒頭の台詞は水原茂の孫が担当している / 1970年11月10日発売）
- 愛のメルヘン（フランシス・レイによる書き下ろし楽曲 / 1971年3月20日発売）
- 森の熊さん（NHK「みんなのうた」で取り上げられヒット / 1972年10月25日発売）
- 最上川舟唄（佐々木行による東北弁のソロパートが売りだったが、彼の休業後は歌われなくなった）
- 雪山に消えたあいつ（1975年12月21日発売）
- 二十二歳まで（アルバム『父と娘』からの先行シングル / 1976年7月21日発売）
- 青葉城恋唄（さとう宗幸との競作 / 1978年6月1日発売）
- めざせモスクワ（1979年12月1日発売 / ジンギスカンによる同名曲の日本語カヴァー。モスクワ五輪を意識したタイミングのリリースだが、翌1980年日本は急転直下ボイコットを決定。「モスクワ五輪#めざせモスクワ」も参照。）
- 絆（1981年頃発売。三井生命保険相互会社（現・大樹生命保険株式会社）のコマーシャルソング[注釈 6]）
- 山に祈る（北アルプスでの遭難事件に取材し、清水脩に委嘱した男声合唱組曲）
- ガラスのうさぎ（児童文学作家・高木敏子の同名書籍をもとにした合唱組曲）
- サーブ愛の物語（盲導犬サーブの生涯をもとに構成した合唱組曲）
- グラスをのぞくフラミンゴ（千福のCMソング）
- 歌声が聞こえる（越路吹雪没後の岩谷時子再起第一作 / 1983年7月25日発売）
- 青春-Youth-（サミュエル・ウルマンの詩をもとになかにし礼が意訳詩をつけ、森田公一が曲をつけた / 1987年12月1日発売）
- 北の大地（JR北海道社歌 / 1988年8月21日発売）
- 夕陽（なかにし礼・小林亜星 委嘱作品、ダークダックス45周年記念曲）
- 旅立ちの日に
- WE LOVE ZAMA!（座間市民歌）
- もしも・ひろしまに（テレビ新広島旧OPCL曲、1980年代-2000年使用）
- ミユキの歌（日本テレビ『ミユキ野球教室』主題歌、作曲：山本直純）

など。その他の古くからある日本の唱歌なども幅広く歌っており、レパートリーは数千曲に及ぶ。

## ディスコグラフィー

### シングル
| #              | 発売日         | タイトル                                                            | 規格品番       | 収録日         |
| テイチク       | テイチク       | テイチク                                                            | テイチク       | テイチク       |
| -------------- | -------------- | ------------------------------------------------------------------- | -------------- | -------------- |
| 1              | 1956年         | フォスターメドレー                                                  | P-5009         | 1956年6月28日  |
| 2              | 1956年         | 帰らざる河/第三の男                                                 | P-5014         | 1956年6月28日  |
| 3              | 1956年         | バルカンの星の下で/バイカル湖のほとり                               | P-5017         | 1956年8月3日   |
| 4              | 1956年         | ジングル・ベル/ホワイト・クリスマス                                 | P-5018         | 1956年9月12日  |
| 5              | 1956年         | 愛情物語/匕首マッキーの唄                                           | P-5003         | 1956年10月23日 |
| 6              | 1956年         | 通りゃんせ/五つ木の子守唄                                           | P-1112         | 1956年10月23日 |
| 7              |                | ともしび/カチューシャ                                               | P-1116         | 1956年10月27日 |
| 8              |                | 帰れソレントへ/フニクリフニクラ                                     | P-5028         | 1956年11月24日 |
| 9              |                | トロイカ/紅いサラファン                                             |                | 1956年11月28日 |
| 10             |                | 花嫁人形/ずいずいずっころばし                                       |                | 1957年1月31日  |
| 11             |                | ダークアイ/ステンカラージン                                         |                | 1957年3月27日  |
| 12             | 1957年         | アニバーサリーソング/マギー！若き日を                               |                | 1957年3月27日  |
|                | 1958年         | 寮歌集                                                              |                |                |
| 13             | 1958年         | 花/浜辺の歌                                                         |                | 1958年2月10日  |
| 14             | 1958年         | 出船/城ヶ島の雨                                                     |                | 1958年2月10日  |
| 15             | 1958年         | アロハオエ/ブルーハワイ                                             | Y-7095         | 1958年3月6日   |
| 16             | 1958年         | マプアナ/Now It's Time To Say Aloha                                 | Y-7098         | 1958年3月6日   |
| コロムビア     |                |                                                                     |                |                |
| 17             | 1958年         | 山寺の和尚さん/かっぽれ/木挽の力さん/陽気な機関助手                 |                |                |
| テイチク       |                |                                                                     |                |                |
| 18             | 1959年         | 木から落っこちた/気かん坊と鼻たれ                                   |                | 1959年6月24日  |
| 19             | 1959年         | 雪山讃歌/オー・ブレネリ                                             |                |                |
| 20             | 1959年         | ともしび/トロイカ                                                   |                |                |
| 21             | 1959年         | 燃えろペチカ/アムール河の波                                         |                | 1959年7月9日   |
| 22             | 1959年         | カリンカ/仕事の歌                                                   |                |                |
| 23             | 1959年         | コサックの子守歌/バイカル湖のほとり                                 |                |                |
| 24             | 1959年         | カチューシャ/赤いサラファン                                         |                |                |
| 25             | 1959年         | 夕焼小焼/靴が鳴る                                                   |                |                |
| 26             | 1959年         | ヴォルガの舟歌/母なる河ヴォルガ                                     |                |                |
| 27             | 1959年         | 宵待草/荒城の月                                                     |                |                |
| キングレコード |                |                                                                     |                |                |
| 28             | 1959年6月      | アップ・アップ・アップリケ/ハイファイ娘                             | EB-177         | 1959年4月22日  |
| 29             | 1959年         | 雪山讃歌/さらば恋人よ                                               | EB-189 EB-7009 | 1959年3月18日  |
| 30             | 1959年9月      | 蔵王エコーズ/樹氷（岸洋子）                                         | EB-588         |                |
| 東芝EMI        |                |                                                                     |                |                |
| 31             | 1960年         | ロンリーマン/O.K牧場の決闘                                          |                |                |
| テイチク       |                |                                                                     |                |                |
| 32             | 1960年         | ダークダックスのジングルベル                                        | SS-63          |                |
| キングレコード |                |                                                                     |                |                |
| 33             | 1960年1月      | ともしび/泉のほとり                                                 | EB-280 EB-7013 | 1959年8月22日  |
| 34             | 1960年         | 小さいぐみの木/道                                                   |                |                |
| 35             | 1960年12月     | シーハイルの歌/エーデルヴァイスの歌                                 | EB-7023        | 1960年3月19日  |
| 36             | 1960年         | モスコー郊外の夕べ/アヴェ・マリア・ノ・モロ                         | EB-7024        | 1960年9月2日   |
| テイチク       |                |                                                                     |                |                |
| 37             | 1960年         | 五つ木の子守唄/城ヶ島の雨                                           |                |                |
| 38             | 1960年         | バルカンの星の下に/ロシアのセレナーデ                               |                |                |
| キングレコード |                |                                                                     |                |                |
| 39             | 1961年1月      | すずらん/トンピリビ                                                 | EB-7027        | 1960年12月10日 |
| 40             | 1961年4月      | 北上夜曲/春のそよかぜ                                               | EB-7032        | 1961年3月24日  |
| 41             | 1961年6月      | 山のロザリア/おお牧場はみどり                                       | EB-7035        | 1961年3月24日  |
| 42             | 1961年11月     | オレーグ公行進曲/バイカル湖のほとり                                 | EB-7045        | 1960年12月10日 |
| 43             | 1962年1月      | しずけさ/アガ・ニョーク                                             | EB-7067        | 1961年11月7日  |
| 44             | 1962年2月      | 山男の歌/美しい少女                                                 | EB-652         | 1961年12月4日  |
| 45             | 1962年5月      | 牧場の小道/サプゥタンガン                                           | EB-7104        | 1962年4月5日   |
| 46             | 1962年6月      | 惜別の歌/アリラン                                                   | EB-7106        | 1962年4月19日  |
| 47             | 1962年8月      | 若い僕等/鷲ヶ峰哀歌                                                 | EB-7117        | 1962年5月21日  |
| 48             | 1962年         | 石油掘りの歌/二つの岸                                               | EB-7152        | 1962年9月5日   |
| 49             | 1962年         | ラ・ノヴィア/ドンドロ・ツイスト                                     | EB-7157        | 1962年9月26日  |
| 50             | 1962年         | 雪の降る街を/夜の銀座                                               | EB-804         | 1962年10月19日 |
| 51             | 1962年         | コサックの子守歌/バイカル湖のほとり                                 |                |                |
| 52             | 1962年11月     | ジングルベル/赤鼻のトナカイ                                         | EB-7132        |                |
| 53             | 1962年12月     | 山の友に寄せて/スキーの歌                                           | EB-823         | 1962年11月1日  |
| 54             | 1963年2月      | ふたりの星/夢みるキッス                                             | EB-7170        | 1962年10月     |
| コロムビア     |                |                                                                     |                |                |
| 55             | 1963年         | プンプンポルカ/こおろぎ                                             |                |                |
| キングレコード |                |                                                                     |                |                |
| 56             | 1963年6月      | 牧場のわが家/ボッサノバNo.1                                         | EB-7024        |                |
| 57             | 1963年7月      | キャンプ料理の歌/歌ってみよう                                       | EB-933         | 1963年4月      |
| 58             | 1963年8月      | ほら幸福が/手紙                                                     | EB-940         | 1963年5月      |
| 59             | 1963年10月     | 白い想い出/煙が身にしみる                                           | EB-968         | 1963年8月19日  |
| 60             | 1964年2月      | ワシントン広場の夜は更けて/河岸のベンチ                             | EB-7252        | 1963年11月18日 |
| 61             | 1964年3月      | 太陽は歌っている/空にお日様                                         | BS-7001        | 1963年11月18日 |
| 62             | 1964年         | ロシア民謡集Vol.1 ともしび/トロイカ ほか                            | SS-15          |                |
| 63             | 1964年         | ロシア民謡集Vol.2 カチューシャ/スリコ ほか                          | SS-16          |                |
| 64             | 1964年         | ロシア民謡集Vol.3 ヴォルガの舟歌/モスコー郊外の夕べ ほか            | SS-17          |                |
| 65             | 1964年5月      | ローヴィン・カインド/カーニヴァルの夜は更けて                       | BS-7014        | 1964年3月16日  |
| 66             | 1964年5月      | しゃれこうべと大砲/巨窯半造                                         | BS-11          | 1964年3月12日  |
| 67             | 1964年6月      | 山男の歌/雪山讃歌                                                   | BS-8           |                |
| 68             | 1964年7月      | 新聞少年の歌/歩いてみよう                                           | BS-49          | 1964年5月12日  |
| 69             | 1964年9月      | 愛のソナタ/エンド・オブ・ザ・ワールド                               | BS-7034        | 1964年7月2日   |
| 70             | 1964年11月     | 夜明けのうた/しずけさ                                               | BS-7054        | 1964年9月7日   |
| 71             | 1964年         | ククン・クップ・クップくすぐったい/日本の子供（東京少年少女合唱隊） |                |                |
| 72             | 1964年12月     | どんぱん節/草津湯もみ歌                                             | BS-143         | 1964年10月15日 |
| 73             | 1965年1月      | アンジェリータ/アモーレ・ミオ                                       | BS-7068        | 1964年12月4日  |
| 74             | 1965年5月      | 消えない顔/忘れないであの人を                                       | BS-228         | 1965年3月15日  |
| 75             | 1965年6月      | 夜明けの子守唄/いとしのリリコ                                       | BS-7094        | 1965年4月15日  |
| 76             | 1965年8月      | われらモスクワッ子/褐色の女                                         | BS-7111        | 1965年6月17日  |
| 77             | 1965年9月      | ふるさとの歌/時計のきざむ夜                                         | BS-299         | 1965年7月26日  |
| 78             | 1965年11月     | ビールもう一本/学生時代                                             | BS-329         | 1965年9月14日  |
| 79             | 1966年2月      | 霧のカレリア/チャオ・ベラ・チャオ                                   | BS-7132        | 1965年12月7日  |
| 80             | 1966年         | 戦火を越えて/エーデルワイスの歌                                     | BS-7134        | 1965年12月16日 |
| 81             | 1966年4月      | 悲しき戦場/消えない顔                                               | BS-7138        | 1966年3月3日   |
| 82             | 1966年6月      | 小唄ロック/ブン屋小唄                                               | BS-431         | 1966年3月3日   |
| 83             | 1966年10月     | おやすみのブルース（岸田今日子）/君の祖国を                         | BS-506         | 1965年9月27日  |
| 84             | 1966年         | 悲しき戦場/エーデルワイス/ビールもう一本 ほか                       |                |                |
| 85             | 1966年         | バラが咲いた/風に吹かれて ほか                                      | SS-163         |                |
| 86             | 1966年11月     | 銀色の道/誓いのウエディング・ソング                                 | BS-518         | 1966年8月27日  |
| 87             | 1967年1月      | マーシャの日記/旅立つ人                                             | BS-565         | 1966年10月4日  |
| 88             | 1967年         | 銀色の道/君の祖国を/星に祈りを ほか                                 |                |                |
| 89             | 1967年5月      | どこまでも行こう/あの空の青さ                                       | BS-638         | 1967年2月27日  |
| 90             | 1977年10月1日  | 風は今夜も冷たくて/白いカーネーションはいや                         | BS-721         | 1967年7月16日  |
| 91             | 1967年         | 忘年会/先生/なんじゃろなこの気持 ほか                               |                |                |
| 92             | 1967年11月10日 | すばらしい明日/渚に散る恋                                           | BS-743         | 1967年10月6日  |
| 93             | 1968年         | スカンクカンクプー/雪の降る街を/夜の銀座                            |                |                |
| 94             | 1968年7月1日   | 花ちゃん/アルプスは招く                                             | BS-7178        |                |
| 95             | 1968年         | ゴーゴーフラミンゴ/若い島                                           |                |                |
| 96             | 1969年2月10日  | 秋が突然/銀色の道                                                   | SS-292         |                |
| 97             | 1969年5月1日   | 愛していても/男が去ったその後に                                     | BS-1002        | 1968年11月8日  |
| 98             | 1969年6月1日   | 世界のひろばで/万国博行進曲                                         | BS-1014        | 1969年3月29日  |
| 99             | 1969年10月10日 | シャロームの歌/故郷の空は青い空                                     | BS-1087        |                |
| 100            | 1969年11月20日 | あんな娘がいいな/おまえの噂                                         | BS-1103        | 1969年9月26日  |
| 101            | 1970年3月1日   | エベレスト/山男の歌                                                 | BS-1166        | 1969年12月23日 |
| 102            | 1970年8月1日   | 答えておくれ/緑の館                                                 | BS-1243        | 1970年5月14日  |
| 103            | 1970年11月1日  | 花のメルヘン/うす紫のたそがれ                                       | BS-1284        | 1970年9月2日   |
| 104            | 1971年3月10日  | しれとこ旅情/尾瀬の旅                                               | BS-1357        |                |
| 105            | 1971年3月20日  | 愛のメルヘン/流れ者                                                 | BS-1364        | 1971年2月16日  |
| 106            | 1971年7月10日  | 星のメルヘン/只一度の恋                                             | BS-1400        |                |
| 107            | 1971年11月25日 | 小さな雲の詩/海の夜明け                                             | BS-1461        |                |
| 108            | 1972年         | あざみの歌/さくら貝の歌                                             |                |                |
| 109            | 1972年         | 雪の降る街を/白い恋人たち                                           |                |                |
| 110            | 1972年         | ここに幸あり                                                        |                |                |
| 111            | 1972年         | 宵待草/ゴンドラの唄/琵琶湖周航の歌/この空に生きる                   |                |                |
| 112            | 1972年         | 薔薇を摘んだのは誰/帆網は歌うよ                                     |                |                |
| 113            | 1972年         | 白い小鳩/赤毛の女の子                                               |                |                |
| 114            | 1972年         | 森の熊さん/つる                                                     |                |                |
| 115            | 1973年         | 星の子守歌/只一度の恋                                               |                |                |
| 116            | 1973年         | リバーソング/海賊ごっこ                                             |                |                |
| 117            | 1973年         | ハーモニー/北風の街                                                 |                |                |
| 118            | 1974年         | 二つの道/千人風呂                                                   |                |                |
| 119            | 1975年         | くらやみ                                                            |                |                |
| 120            | 1975年         | 泣きそうな春/大都会の夜明け                                         |                |                |
| ポリドール     |                |                                                                     |                |                |
| 121            | 1975年         | 鷲の唄/キエフの夕ぐれ                                               |                |                |
| 122            | 1975年         | 雪山に消えたあいつ/白い一日                                         |                |                |
| 123            | 1976年         | 二十二歳まで/娘よ                                                   |                |                |
| 124            | 1976年         | 花のメルヘン/銀色の道                                               |                |                |
| 125            | 1977年         | チンチン（乾杯の歌）/君の唇に色あせぬ恋を                           |                |                |
| 126            | 1977年         | 男が酒を飲む夜は/さよなら夏の日よ                                   |                |                |
| 127            | 1978年         | 青葉城恋唄/あんな男に惚れちまって                                   |                |                |
| 128            | 1979年         | 初恋/お城の子守唄                                                   |                |                |
| 129            | 1979年         | こんな静かな夜/バーボンソング                                       |                |                |
| 130            | 1979年         | めざせモスクワ/すずらん                                             |                |                |
| 131            | 1980年         | 土湯讃歌/山の讃歌                                                   |                |                |
| 132            | 1981年         | おもいでのアルバム/エルム讃歌                                       |                |                |
| 133            | 1982年         | 新しい旅に出かけよう/Second Soｎ                                    |                |                |
| 134            | 1982年         | ともだち/少女のカフェテラス                                         |                |                |
| メルダック     |                |                                                                     |                |                |
| 135            | 1986年1月21日  | ゆりかごの詩/想い出の多さより                                       | 7MEA-7         |                |
| 136            | 1986年12月21日 | 森ケ崎海岸/母                                                       | MEDP-10012     |                |
| 137            | 1987年12月1日  | 青春（Youth）/絆                                                    | 7MEA-21        |                |
| 138            | 1988年8月21日  | 一枚の切符から/北の大地                                             | 10MD-13        |                |
| 139            | 1991年8月21日  | 同じ窓から/ダンディ・ダンディ                                       | 10MEDP-10003   |                |
| 140            | 1991年10月23日 | 夢/旅路                                                             | MEDP-10007     |                |
| 141            | 1993年1月21日  | 上高地の春/誰がくれたんだろう                                       | MEDP-10017     |                |

### アルバム
| #                                    | 発売日         | タイトル                                                             | 規格品番         | 収録日                                                 |
| テイチク                             | テイチク       | テイチク                                                             | テイチク         | テイチク                                               |
| ------------------------------------ | -------------- | -------------------------------------------------------------------- | ---------------- | ------------------------------------------------------ |
| 1                                    | 1957年10月8日  | ダークダックスリサイタル（1） ヒットソング（1）                      | NL-1002          |                                                        |
| 2                                    | 1957年10月8日  | ダークダックスリサイタル（2） 世界の唄（1）                          | NL-1003          |                                                        |
| 3                                    | 1957年10月8日  | ダークダックスリサイタル（3） ヒットソング（2）                      | NL-1007          |                                                        |
| 4                                    | 1957年10月8日  | ダークダックスリサイタル（4） 世界の歌（2） 秋の唄                   |                  |                                                        |
| 5                                    | 1957年10月24日 | Nippon no uta（日本の唄）1                                           | NL-1010          |                                                        |
| 6                                    | 1957年12月21日 | ロシア民謡集（第1集）                                                | NL-1011          |                                                        |
| 7                                    | 1958年5月15日  | ダークダックスリサイタル（5）世界の歌（3）                           | NL-1018          |                                                        |
| 8                                    | 1958年6月6日   | 寮歌集                                                               | YL-5011          |                                                        |
| 9                                    | 1958年7月8日   | 世界ピクニックソング集                                               | YL-5013          |                                                        |
| 10                                   | 1958年8月12日  | 日本童謡集                                                           | NL-1026          |                                                        |
| 11                                   | 1958年9月20日  | 合唱組曲「四季の自然による四つの試み」                               | Y-7139           |                                                        |
| 12                                   | 1958年9月30日  | メリークリスマス（クリスマス讃歌集）                                 |                  |                                                        |
| 13                                   | 1958年11月15日 | 世界の子守唄集                                                       | NL-1046          |                                                        |
| ビクター                             |                |                                                                      |                  |                                                        |
| 14                                   | 1958年         | カレッジソング（日本と外国）                                         |                  |                                                        |
| テイチク                             |                |                                                                      |                  |                                                        |
| 15                                   | 1959年2月26日  | ロシア民謡集（第2集）                                                | NL-1057          |                                                        |
| 16                                   | 1959年3月16日  | 日本歌曲集                                                           | Y-7157           |                                                        |
| キングレコード                       |                |                                                                      |                  |                                                        |
| 17                                   | 1959年6月10日  | 山の歌集                                                             | LKF-1038         | 1959年3月18日                                          |
| 18                                   | 1959年11月     | 世界民謡めぐり第1集 イタリア篇                                       | LKF-1050         | 1959年7月1日                                           |
| 19                                   | 1959年12月     | 世界民謡めぐり第2集 ロシア篇                                         | LKF-1061         | 1959年8月22日                                          |
| 20                                   | 1960年2月29日  | 世界民謡めぐり第3集 アメリカ大陸篇                                   | LKF-1068         | 1959年10月21日                                         |
| 21                                   | 1960年4月30日  | 世界民謡めぐり第4集 イギリス・北欧・東欧篇                           | LKF-1070         | 1960年1月9日                                           |
| 22                                   | 1960年5月31日  | 世界民謡めぐり第5集 ドイツ・スイス・フランス篇                       | LKF-1074         | 1959年10月21日                                         |
| 23                                   | 1960年5月31日  | シャンソンアルバム                                                   | LKF-1089         | 1960年2月23日                                          |
| 24                                   | 1960年6月10日  | 野に！山に！山の歌集第2集                                            | LKF-1082         | 1960年3月19日                                          |
| 25                                   | 1960年8月      | 世界民謡めぐり第6集 日本民謡篇                                       | LKF-1094         | 1960年4月8日                                           |
| 26                                   | 1960年10月10日 | フォスターアルバム                                                   | LKF-1110         | 1960年5月26日                                          |
| 27                                   | 1960年11月20日 | クリスマス・カロル                                                   |                  | 1960年10月12日                                         |
| 28                                   |                | ロシア・ヨーロッパから 外遊みやげ                                    | SKF-16 LKF1133   | 1960年12月9日                                          |
| 29                                   | 1961年3月1日   | ロシア民謡集（第2集）                                                | SKF-9 KLF1121    | 1960年12月10日                                         |
| 30                                   | 1961年4月30日  | よい子のためにあひるはうたう（世界の子供の歌 第1集）                 |                  | 1961年2月15日                                          |
| 31                                   | 1961年6月10日  | ダークダックスのピクニック 山男の歌 山の歌集第3集                    | LKF-1166         | 1961年4月10日                                          |
| 32                                   | 1961年9月10日  | 四季の歌（文部省唱歌集）                                             | SKF-44 LKF-1177  | 1961年7月1日                                           |
| コロムビア                           |                |                                                                      |                  |                                                        |
| 33                                   | 1961年         | 服部良一 ヒットアルバム                                              |                  |                                                        |
| キングレコード                       |                |                                                                      |                  |                                                        |
| 34                                   | 1961年         | ニアネス・オブ・ユー スタンダードを歌う                              | SKF-47 LKF-1180  | 1961年8月31日、9月4日                                  |
| 35                                   | 1962年2月28日  | ロシア民謡ハイライツ                                                 | SKC-7 KC-7       | 1961年12月4、5、8日                                    |
| 36                                   | 1962年3月10日  | 世界の子守歌                                                         | SKG-15           | 1962年11月8、11、18日                                  |
| 37                                   | 1962年         | ダンシング・イン・ザ・ダーク                                         | SKF-101 LKF-1255 | 1962年2月28日、3月7、22日                              |
| 38                                   | 1962年         | アジアの歌                                                           | SKF-186 LKF-1240 | 1962年1月11、29、30日                                  |
| 39                                   | 1962年7月20日  | 山の歌集                                                             | BB-7             |                                                        |
| 40                                   | 1962年8月      | よい子のためにあひるはうたう                                         | SKH-9            | 1961年12月18、20日                                     |
| 41                                   | 1962年         | 民謡ハイライツ                                                       | SKJ-1002         | 1962年4月30日                                          |
| 42                                   | 1962年11月30日 | 再びロシア・ヨーロッパから                                           | SKF-148 LKF-1310 | 1962年9月5、8、24、26日                                |
| テイチク                             |                |                                                                      |                  |                                                        |
| 43                                   | 1962年         | ロシア民謡集                                                         |                  |                                                        |
| 44                                   | 1963年         | ダークダックス・リサイタル                                           |                  |                                                        |
| キングレコード                       |                |                                                                      |                  |                                                        |
| 45                                   | 1963年7月1日   | 緑の歌声                                                             | SKJ-1021 KC-37   | 1963年3月11、19日 4月8、10、19日                       |
| 46                                   | 1963年7月20日  | あひるは歌う！新しい歌 結成10周年記念                                | SKG-28           | 1963年2月21日、3月11、19日 4月3、19日                  |
| 47                                   | 1963年         | こどもたちのうた おかあさん・おとうさん                              |                  | 1963年8月28日、9月18日                                 |
| 48                                   | 1963年12月10日 | みんなで歌おう                                                       | SKG-48           | 1963年10月2、3日                                       |
| 49                                   | 1964年3月10日  | ダークダックスの新しいロシア民謡                                     | SKJ-1043         | 1963年11月18日 12月2、11、28日                         |
| 50                                   | 1964年5月      | コーラス・ポップス・パレード                                         | SKG-65           | 1963年11月18日 1964年3月12、16、26日、4月6日           |
| 51                                   | 1964年9月10日  | BUCKRAM IN JAPAN                                                     | SKJ-6008         |                                                        |
| 52                                   | 1964年12月10日 | ダークの若い民謡                                                     | SKK-62           | 1964年10月9、15、23日                                  |
| 53                                   | 1965年7月20日  | 合唱組曲「おかあさんのばか」                                         | SKH-41           | 1965年3月1、9日、4月24日                               |
| 54                                   | 1965年7月20日  | コーラス・ヒット・パレード                                           | SKK-125          | 1965年3月15日、4月15日 5月4、10日                      |
| 55                                   | 1965年11月     | モダン・フォーク・ソング                                             |                  | 1965年3月15日、4月9、10日 5月10日、6月17日、7月26日    |
| 56                                   | 1965年12月10日 | ビール・もう一本                                                     | SKK-177          | 1965年8月12日、9月10、14日                             |
| 57                                   | 1966年6月1日   | 山の歌集                                                             |                  |                                                        |
| 58                                   | 1966年9月10日  | 星に祈りを ダークダックスのフォーク・ソングVol,2                     | SKK-255          | 1966年3月3日、5月14、30日、6月16日                     |
| 59                                   | 1966年10月20日 | ロシア民謡ゴールデンアルバム                                         | SKK-270          |                                                        |
| 60                                   | 1967年         | ロシア民謡の旅                                                       |                  |                                                        |
| 61                                   | 1967年         | 新しいこどものうた（ろばの会名曲集）                                 |                  |                                                        |
| 62                                   | 1967年4月10日  | 子どもたちの歌第2集                                                  | SSH-1015         | 1967年7月16日                                          |
| 63.                                  | 1967年7月10日  | 山の歌                                                               | SKK-448          | 1967年5月8、10日                                       |
| 64                                   | 1967年9月10日  | よい子のためにあひるは歌う                                           | SKK-457          | 1967年2月28日                                          |
| 65                                   | 1968年8月20日  | ゴールデン・デラックス 結成15周年記念「あひるは歌う」                | SKK-524、525     | 1967年4月21、30日                                      |
| 66                                   | 1969年9月1日   | よい子のためにあひるは歌うVol.2                                      | SKK-539          |                                                        |
| 67                                   | 1970年6月20日  | ダークと歌おう シャロームの歌                                        | SKK-610          | 1968年7月29日、9月26日、12月23日 1969年1月13日、2月4日 |
| 68                                   | 1970年         | ダークダックスリサイタル（第14回日比谷公会堂）                       |                  |                                                        |
| 69                                   | 1970年11月1日  | 合唱組曲「アルプス山嶺に消ゆ」 加藤恕彦                              | SKR-11           | 1970年6月5日、7月17日                                  |
| 70                                   | 1970年11月20日 | ロシア民謡デラックス                                                 | SKD-54           |                                                        |
| 71                                   | 1971年4月20日  | 花のメルヘン                                                         | SKD-657          | 1970年2月18日 1971年1月11日                            |
| 72                                   | 1971年         | 懐かしの・幻の鉄道唱歌                                               | SKK-660          |                                                        |
| 73                                   | 1971年7月10日  | ベストアルバム                                                       |                  |                                                        |
| 74                                   | 1971年9月20日  | メルヘンへのいざない ダークダックスリサイタル（第15回日比谷公会堂）  |                  |                                                        |
| 75                                   | 1971年11月10日 | ダブルデラックス                                                     | SKW-45、46       |                                                        |
| 76                                   | 1972年         | みんなで歌おう（よい子のためにあひるはうたう）                       |                  |                                                        |
| 77                                   | 1972年         | 日本唱歌大百科 全6巻                                                 |                  |                                                        |
| 78                                   | 1972年         | あひる家バンザイ（第16回リサイタル日比谷公会堂）                     |                  |                                                        |
| 79                                   | 1972年         | アカペラ 美しい星                                                    |                  |                                                        |
| 80                                   | 1972年         | 歌の慶早戦                                                           |                  |                                                        |
| 81                                   | 1972年         | つる（ソビエト公演帰国リサイタルライブ日比谷公会堂）                 |                  |                                                        |
| 82                                   | 1973年         | 懐かしの抒情歌名曲集                                                 |                  |                                                        |
| 83                                   | 1973年         | この道 ダークダックスオンステージ 北原白秋をうたう                   |                  |                                                        |
| 84                                   | 1973年         | 映画音楽への誘い                                                     |                  |                                                        |
| 85                                   | 1973年         | 楽しいひととき（ライブ）                                             |                  |                                                        |
| 86                                   | 1974年         | ハーモニー                                                           |                  |                                                        |
| 87                                   | 1974年         | ギャランコンサート 岸洋子・新日本フィルハーモニー交響楽団            |                  |                                                        |
| 89                                   | 1974年         | ダークダックスによる北原白秋名作選                                   |                  |                                                        |
| 90                                   | 1974年         | ふたつの道                                                           |                  |                                                        |
| 91                                   | 1975年         | ダークダックスのすべて                                               |                  |                                                        |
| 92                                   | 1975年         | メルヘン詩集 歌は限りなくVol.13                                      |                  |                                                        |
| ポリドール                           |                |                                                                      |                  |                                                        |
| 93                                   | 1975年         | ロシア民謡ベスト                                                     |                  |                                                        |
| 94                                   | 1975年         | フォーク思考 小椋佳、井上陽水作品集                                  |                  |                                                        |
| 95                                   | 1975年         | 愛のロマネスク 名画主題歌集                                          |                  |                                                        |
| 96                                   | 1976年         | 懐かしのラジオ・テレビ名曲集（美しい日本の四季）                     |                  |                                                        |
| 97                                   | 1976年         | 懐かしのダークダックス（我が幼き日々）                               |                  |                                                        |
| 98                                   | 1976年         | マザーグースのうた                                                   |                  |                                                        |
| 99                                   | 1976年         | 夏の思い出                                                           |                  |                                                        |
| 100                                  | 1976年         | フォスターアルバム                                                   |                  |                                                        |
| 101                                  | 1976年         | アメリカ民謡ベスト                                                   |                  |                                                        |
| 102                                  | 1976年         | 世界の心を歌う 全10巻                                                |                  |                                                        |
| 103                                  | 1976年         | 父と娘                                                               |                  |                                                        |
| 104                                  | 1976年         | 女学生愛唱歌集                                                       |                  |                                                        |
| 105                                  | 1977年         | 山の歌集                                                             |                  |                                                        |
| 106                                  | 1977年         | 合唱組曲「山に祈る」/彼はベトナムで死んだ（ある報道カメラマンの死）  |                  |                                                        |
| 107                                  | 1977年         | たのしい親子劇場                                                     |                  |                                                        |
| 108                                  | 1977年         | ゴールデン・ダブル・デラックス                                       |                  |                                                        |
| 109                                  | 1977年         | つる（ロシア民謡集）                                                 |                  |                                                        |
| 110                                  | 1977年         | 甦える大正ロマン                                                     |                  |                                                        |
| 111                                  | 1978年         | 四季の抒情                                                           |                  |                                                        |
| 112                                  | 1978年         | 合唱組曲「青春の十字架」（原案・ナレーション・森村誠一）             |                  |                                                        |
| 113                                  | 1978年         | 愛のコンチェルト（第22回リサイタル）                                 |                  |                                                        |
| 114                                  | 1978年         | 青葉城恋唄                                                           |                  |                                                        |
| 115                                  | 1978年         | メッセージ ～時代をこえて～                                          |                  |                                                        |
| 116                                  | 1978年         | 日本の城                                                             |                  |                                                        |
| 117                                  | 1979年         | 唱歌名曲集                                                           |                  |                                                        |
| 118                                  | 1979年         | 合唱組曲「日本の道」九州路・木曽路                                   |                  |                                                        |
| 119                                  | 1979年         | 日本と世界の愛唱歌集 全25巻                                          |                  |                                                        |
| 120                                  | 1980年         | 合唱組曲「日本の道」紀州路・和歌山の歌                               |                  |                                                        |
| 121                                  | 1980年         | 山の讃歌                                                             |                  |                                                        |
| 122                                  | 1980年         | X'masコンサート                                                      |                  |                                                        |
| 123                                  | 1981年         | 絆（結成30周年記念アルバム）                                         |                  |                                                        |
| 124                                  | 1981年         | 絆 われらがハーモニー人生（30周年記念）                              |                  |                                                        |
| 125                                  | 1982年         | HAPPY FREE 新しい旅に出かけよう                                      |                  |                                                        |
| 126                                  | 1983年         | 抒情歌～わがおもいのうた～                                           |                  |                                                        |
| 127                                  | 1984年         | 花詩集                                                               |                  |                                                        |
| 128                                  | 1984年6月      | ベスト・アルバム                                                     | 3113-28          |                                                        |
| 129                                  | 1985年4月1日   | 全曲集～抒情歌                                                       | H32P-20009       |                                                        |
| メルダック                           |                |                                                                      |                  |                                                        |
| 130                                  | 1985年11月21日 | アズ・タイム・ゴーズ・バイ 1930～40                                  | MED-1            |                                                        |
| 131                                  | 1986年5月21日  | ハーバーライツ 1950～60                                              | MED-59           |                                                        |
| ポリドール                           |                |                                                                      |                  |                                                        |
| 132                                  | 1986年11月25日 | 山の歌 全曲集                                                        | H32P-20118       |                                                        |
| 133                                  | 1986年11月25日 | ロシア民謡全曲集                                                     | H32P-20119       |                                                        |
| メルダック                           |                |                                                                      |                  |                                                        |
| 134                                  | 1987年4月21日  | ダークダックス・パーフェクトコレクション・オブ・メルダック           | MED-16           |                                                        |
| 135                                  | 1987年12月1日  | 抒情新唱～追憶の歌と詩と～                                           | MED-28           |                                                        |
| 136                                  | 1988年12月1日  | ロシアのこころ                                                       | MED-47           |                                                        |
| 137                                  | 1989年7月21日  | 合唱組曲「ガラスのうさぎ」                                           | MED-59           |                                                        |
| 138                                  | 1989年10月21日 | 合唱組曲「サーブ愛の物語」                                           | MED-62           |                                                        |
| 139                                  | 1989年12月21日 | ダークダックス40thアニバーサリーアルバム                             | MECP-1           |                                                        |
| 140                                  | 1991年10月21日 | ダークダックスの抒情歌Ⅰ 唱歌編                                       | MECP-25008       |                                                        |
| 141                                  | 1991年10月23日 | ダークダックスの抒情歌Ⅱ 童謡編                                       | MECP-25009       |                                                        |
| キングレコード                       |                |                                                                      |                  |                                                        |
| 142                                  | 1992年6月24日  | ダーク・ダックスによる日本唱歌大百科1                                | KICG-102         |                                                        |
| 143                                  | 1992年6月24日  | ダーク・ダックスによる日本唱歌大百科2                                | KICG-103         |                                                        |
| 144                                  | 1992年6月24日  | ダーク・ダックスによる日本唱歌大百科3                                | KICG-104         |                                                        |
| 145                                  | 1992年6月24日  | ダーク・ダックスによる日本唱歌大百科4                                | KICG-105         |                                                        |
| ポリドール                           |                |                                                                      |                  |                                                        |
| 146                                  | 1992年7月1日   | マザーグースのうた                                                   | POCH-1140        |                                                        |
| メルダック                           |                |                                                                      |                  |                                                        |
| 147                                  | 1993年5月21日  | ダークダックスの抒情歌Ⅲ 山の歌編                                     | MECP-25012       |                                                        |
| 148                                  | 1994年12月16日 | ダークダックスの抒情歌Ⅳ 水の歌編                                     | MECP-25013       |                                                        |
| キングレコード                       |                |                                                                      |                  |                                                        |
| 149                                  | 1995年         | 魅惑のハーモニー ダーク・ダックス ボニージャックス 愛唱歌全集        | NKDD122～127     |                                                        |
| メルダック                           |                |                                                                      |                  |                                                        |
| 150                                  | 1995年7月1日   | ダークダックス大全集                                                 | MECP-7～21       |                                                        |
| 151                                  | 1996年6月5日   | 銀色の道～人生への讃歌～                                             | MECP-25015       |                                                        |
| 152                                  | 1997年9月26日  | 日本の抒情歌 「ふるさと紀行」                                        | MECP-30103       |                                                        |
| 153                                  | 1998年10月21日 | パーフェクト・コレクションII                                         | MECP-30111       |                                                        |
| キングレコード                       |                |                                                                      |                  |                                                        |
| 154                                  | 1999年1月22日  | うた物語～鉄道唱歌                                                   | KICS-2293        |                                                        |
| メルダック                           |                |                                                                      |                  |                                                        |
| 156                                  | 2001年1月24日  | 北上川讃歌                                                           | MECP-25108       |                                                        |
| 157                                  | 2001年5月9日   | アダージォ ダークダックス結成50周年記念                              | MECP-3001        |                                                        |
| 158                                  | 2002年5月15日  | 吟遊詩人 ダークダックス・トゥデイ                                    | MECP-4001、2     |                                                        |
| キングレコード                       |                |                                                                      |                  |                                                        |
| 159                                  | 2003年3月26日  | ダーク・ダックスによる北原白秋名作選集                               | KICX-600         |                                                        |
| 160                                  | 2003年07月24日 | 心のうた～ダーク・ダックス愛唱歌全集～                               | KICS-6226～33    |                                                        |
| ユニバーサル ミュージック クラシック |                |                                                                      |                  |                                                        |
| 161                                  | 2003年10月22日 | 想い出の唱歌名曲集                                                   | UCCS-1036        |                                                        |
| テイチク                             |                |                                                                      |                  |                                                        |
| 162                                  | 2004年9月01日  | ダークダックス 定番ベスト                                            | TECE-1034        |                                                        |
| キングレコード                       |                |                                                                      |                  |                                                        |
| 163                                  | 2005年2月2日   | LP時代・名盤復刻シリーズ5 ダーク・ダックス                           | KICX-3130        |                                                        |
| メルダック                           |                |                                                                      |                  |                                                        |
| 164                                  | 2006年10月4日  | 結成55周年記念盤 遼遠・謡遥・半世紀                                  | TKCA-73135       |                                                        |
| ユニバーサル ミュージック            |                |                                                                      |                  |                                                        |
| 165                                  | 2009年3月18日  | ザ・プレミアム・ベスト ダークダックス                                | UPCY-6518        |                                                        |
| キングレコード                       |                |                                                                      |                  |                                                        |
| 166                                  | 2009年8月26日  | ダークダックス大全                                                   | KICS-1493、4     |                                                        |
| ユーキャン                           |                |                                                                      |                  |                                                        |
| 167                                  |                | ダークダックスの世界 絆                                              | OCD-1301～10     |                                                        |
| ユニバーサル ミュージック            |                |                                                                      |                  |                                                        |
| 168                                  | 2013年10月23日 | ベスト・アルバム＋ロシア民謡ベスト                                   | UPCY-6770、1     |                                                        |
| 169                                  | 2014年6月25日  | プレミアム・ツイン・ベスト 世界の民謡                                | UPCY-6848、9     |                                                        |
| テイチク                             |                |                                                                      |                  |                                                        |
| 170                                  | 2015年11月11日 | 日本三大コーラス 夢の競演                                            | TFC-2731-6       |                                                        |
| ユニバーサル ミュージック            |                |                                                                      |                  |                                                        |
| 171                                  | 2017年10月25日 | はるのおがわ～ダーク・ダックス 日本のうたベスト                      | UPCY-7417        |                                                        |
| 172                                  | 2017年10月25日 | トロイカ～ダーク・ダックス 世界のうたベスト                          | UPCY-7418        |                                                        |
| テイチク                             |                |                                                                      |                  |                                                        |
| 173                                  | 2017年11月8日  | ダークダックス 永遠の愛唱歌～ともしび                                | MITE-3077        |                                                        |
| ユーキャン                           |                |                                                                      |                  |                                                        |
| 174                                  | 2019年7月3日   | ぞうさんが選ぶ『我ら60年の歩み』−ダークダックス・プレミアム・ベスト− | FRCA-1299、1300  |                                                        |
| ユニバーサル ミュージック            |                |                                                                      |                  |                                                        |
| 175                                  | 2020年         | ダークダックス永遠の愛唱歌集100                                      | DCT-3256～9      |                                                        |
| 176                                  |                | ダークダックス永遠の愛唱歌集75                                       | DCT-3297～9      |                                                        |

### レーザーディスク
| # | 発売日 | タイトル                           | 規格品番 |
| - | ------ | ---------------------------------- | -------- |
| 1 | 1981年 | ロシア民謡をうたう（結成30周年盤） |          |
| 2 | 1981年 | 山をうたう（結成30周年盤）         |          |

### DVD
| # | 発売日        | タイトル                                          | 規格品番  |
| - | ------------- | ------------------------------------------------- | --------- |
| 1 | 2004年8月25日 | 赤い鳥 第48回ダークダックスリサイタル“スペシャル” | MEBP-5001 |

## 受賞・受章歴
- 1958年:第13回文部省芸術祭奨励賞（レコード「四季の自然による四つの試み」に対して）
- 1967年:第22回文部省芸術祭奨励賞（「ダークダックス・ショウ 日本のこどもたち」に対して）
- 1968年:第3回モービル児童文化賞（一連の児童詩作品発表に対して）
- 1969年:第24回文化庁芸術祭奨励賞（子供達のための演奏会、児童詩の制作発表に対して）
- 1971年:第13回日本レコード大賞編曲賞（「花のメルヘン」のヒットに対して）
- 1972年:第14回日本レコード大賞企画賞（6枚組LPアルバム「日本唱歌大百歌（全128曲）」に対して）
- 1974年:第28回文化庁芸術祭優秀賞（コンサート「ダークダックス・北原白秋を歌う」に対して）
- 1976年:第9回日本作詩大賞LP賞（アルバム「父と娘」に対して）
- 1976年:第18回日本レコード大賞特別賞（25年間の音楽活動に対して）
- 1976年:ギャラクシー賞（テレビ神奈川「ダークダックス25時間テレソン=生きる」の『花子の車椅子募金』に対して[30]
- 1981年:朝日広告賞特別賞（朝日新聞全国版掲載「絆」の意見広告に対して）
- 1982年:芸術選奨文部大臣賞（昭和56年度の音楽活動に対して）
- 1983年:第16回日本作詩大賞優秀作品賞（「歌声が聞こえる」（作詩:岩谷時子）に対して）
- 1988年:第8回日本作曲大賞特別賞（永年の活動に対して）
- 1993年:紫綬褒章（グループの同時受章は初の快挙として話題に）
- 2005年:第47回日本レコード大賞功労賞（永年の活動に対して）

ほか多数。

## エピソード
- メンバー全員が慶應義塾大学経済学部出身であることから、政財界とのつながりが深く、特に三菱電機とは現在もダークダックスのリサイタルの協賛企業に名を連ねるなど関係が深いことで知られている。同社一社提供の「サンデーダークダックス」（ABCラジオ）、「ダークダックスワールドスタンダード」（TOKYO FM）はいずれも記録的長寿番組となったほか、1985年にはダークダックス、日本クラウン等の他の三菱グループ企業数社と共にレコード会社「メルダック」を設立している[注釈 7]。また、三菱電機中興の祖と呼ばれた元社長の進藤貞和はダークダックス後援会の会長も務めていた。
- ラジオでは他にアール・エフ・ラジオ日本「ダークダックスのダークと歌う仲間達」（横浜・玉川・港南台高島屋提供）も40年以上続く長寿番組であった。
- NHK紅白歌合戦において、初のグループによる出場歌手である。
- 小林亜星とは大学時代の先輩・後輩の間柄であり、現在においても楽曲の書き下ろしや、リサイタル会場にスタンド花が届けられるほどの親密な関係にある。小林と記念樹事件で争った服部克久はダークダックスにとって45年来の親友であり盟友の間柄にある。
- 中国名は「黒鴨子」（ヘイヤーヅ）小合唱団という。
- メンバー全員スキーが趣味[注釈 8]。中田喜直をスキー好きにさせたのも、彼らが中田にスキー道具をプレゼントしたからである。
- 象印マホービンの主力商品「押すだけポットぞうさん」のイメージキャラクターに起用されたことがある。このテレビCMの主役は、商品名が「ぞうさん」だったことから、「ダークのゾウさん」である遠山一が演じた。
- 遠山一は、1984年1月 - 3月に日本テレビ系で放映されていたドラマ「パパになりたかった犬」にて、マスティフ犬・ヨサクの声を担当した。
- 飲み屋などで、客が半身になって斜めに構え、より多くの人数がカウンターに立てるようにするダークになるという表現の「ダーク」はダークダックスに由来する。
- 「つる」などの訳詞を手がけている中村五郎という人物は、ダークダックスのメンバー共通のペンネームである。

## 出演
映画
- サザエさん（1956年）
- 殿さま弥次喜多 怪談道中 (1958年)
- 殿さま弥次喜多 捕物道中 (1959年)

テレビ
- 歌おう世界の友よ（1963年 - 1964年、NHK総合）
- 歌はともだち（1968年 - 1977年、NHK総合）レギュラー。
- 8時だョ!全員集合（1980年、1981年、TBS）
- いのちの響（TBS）
- 第3回家族で選ぶにっぽんの歌（1996年5月6日、NHK総合）
- ふたりのビッグショー（1994年12月12日、1996年9月16日、1997年12月15日、NHK総合）- しゅうさえこ、加藤登紀子、小椋佳とそれぞれ共演。
- スタジオパークからこんにちは（2001年12月21日、NHK総合）ライブゲスト。
- 思い出のメロディー（第38-39回ほか、NHK総合・ラジオ第1）
- BS永遠の音楽 叙情歌大全集（2007年10月21日、NHK BShi）
- NHK歌謡コンサート（2007年11月20日ほか、NHK総合）
- ありがとう!ダークダックス～激動の昭和・平成を歩んだ60年（2011年3月29日、NHK BS2）

ラジオ
- サンデーダークダックス（朝日放送、1965年6月13日 - 1992年3月29日）

## CM
- 東芝 - 「光る東芝の歌」初代（1956年12月〜1967年9月）
- ライオン歯磨（現：ライオン） - ダイヤフッソライオン（1966年）
- 三宅本店 - 「グラスをのぞくフラミンゴ」（清酒「千福」）
- 象印マホービン - エアポット「ぞうさん」
- 日清サラダ油 - サラドレ(1981年)
- 三共（現：第一三共ヘルスケア） - 新三共胃腸薬（現：第一三共胃腸薬）
- アメリカン・エキスプレス
- くいだおれ - 社歌

## NHK紅白歌合戦出場歴
| 年度/放送回               | 曲目               | 対戦相手                                |
| ------------------------- | ------------------ | --------------------------------------- |
| 1958年（昭和33年）/第9回  | ともしび           | ヴォーカル・トリオ                      |
| 1959年（昭和34年）/第10回 | 雪山賛歌           | ヴォーカル・トリオ                      |
| 1960年（昭和35年）/第11回 | すずらん           | 有明ユリ 小割まさ江 沢たまき 高美アリサ |
| 1961年（昭和36年）/第12回 | 北上夜曲           | ザ・ピーナッツ                          |
| 1962年（昭和37年）/第13回 | 山男の歌           | ザ・ピーナッツ                          |
| 1963年（昭和38年）/第14回 | カリンカ           | スリー・グレイセス                      |
| 1964年（昭和39年）/第15回 | アンジェリータ     | 雪村いづみ                              |
| 1965年（昭和40年）/第16回 | エーデルワイス     | 梓みちよ                                |
| 1966年（昭和41年）/第17回 | 銀色の道           | 日野てる子                              |
| 1967年（昭和42年）/第18回 | すばらしい明日     | 西田佐知子                              |
| 1968年（昭和43年）/第19回 | ラ・ゴロンドリーナ | 中尾ミエ                                |
| 1969年（昭和44年）/第20回 | あんな娘がいいな   | 中尾ミエ                                |
| 1970年（昭和45年）/第21回 | ドンパン節         | ピンキーとキラーズ                      |
| 1971年（昭和46年）/第22回 | 雪の賛歌メドレー   | トワ・エ・モワ                          |
| 1976年（昭和51年）/第27回 | 二十二歳まで       | 由紀さおり                              |

## NHKみんなのうた出演歴
出演は全25回で、男性コーラスグループとしてはボニージャックスの全44回に次ぐ。
| 初放送                                 | 曲目                                 | デュエット           | 再放送                                                          |
| -------------------------------------- | ------------------------------------ | -------------------- | --------------------------------------------------------------- |
| 1961年6月 - 7月                        | トム・ピリビ(1961年版)               | (なし)               | (なし)                                                          |
| 1961年10月 - 11月                      | ゴンピンピンの歌                     | (なし)               | (なし)                                                          |
| 1962年2月 - 3月                        | 掲示板のうた                         | (なし)               | (なし)                                                          |
| 1962年6月 - 7月                        | あすなろ                             | 真理ヨシコ           | 2021年8月 - 9月(ラジオのみの放送)                               |
| 1962年8月 - 9月                        | アップアップアップリケ               | (なし)               | (なし)                                                          |
| 1963年2月 - 3月 1972年12月 - 1973年1月 | クラリネットこわしちゃった           | (なし)               | (詳細)                                                          |
| 1963年6月 - 7月                        | キャンプ料理                         | (なし)               | (なし)                                                          |
| 1963年8月 - 9月                        | ミシェルおばさん                     | 石井好子             | 2018年12月 - 2019年1月(ラジオのみの放送)                        |
| 1964年4月 - 5月                        | 山の音楽家                           | (なし)               | (なし)                                                          |
| 1965年6月 - 7月                        | いいやつみつけた！                   | (なし)               | 1966年8月                                                       |
| 1965年8月 - 9月                        | 山男のヨーデル                       | 西六郷少年少女合唱団 | (なし)                                                          |
| 1965年12月 - 1966年1月                 | 早口ことば                           | (なし)               | (なし)                                                          |
| 1967年2月 - 3月                        | がちょうのおばさん                   | (なし)               | (なし)                                                          |
| 1967年6月 - 7月 1971年4月 - 5月        | 気のいいあひる (1967年版) (1971年版) | (なし)               | 2016年10月 - 11月(1971年版)                                     |
| 1968年2月 - 3月                        | たあんきぽーんき                     | (なし)               | 2022年3月(ラジオのみの放送)                                     |
| 1972年8月 - 9月                        | 森の熊さん                           | (なし)               | (詳細)                                                          |
| 1973年8月 - 9月                        | 待ちぼうけ                           | (なし)               | 2016年2月                                                       |
| 1974年6月 - 7月                        | 洗濯ジャブジャブ                     | (なし)               | (なし)                                                          |
| 1974年10月 - 11月                      | くらやみ                             | 斎藤こず恵           | (なし)                                                          |
| 1981年2月 - 3月                        | おもいでのアルバム (1981年版)        | (なし)               | 1984年2月 - 3月 1991年2月 - 3月 2015年2月 - 3月                 |
| 1982年2月 - 3月                        | 朝のリフトで                         | (なし)               | 1991年12月 - 1992年1月 2019年12月 - 2020年1月(ラジオのみの放送) |
| 1982年8月 - 9月                        | ともだち                             | (なし)               | 1983年8月 - 9月 2016年8月 - 9月(ラジオのみの放送)               |
| 1993年2月 - 3月                        | 森の早春                             | (なし)               | 2024年2月 - 3月(ラジオのみの放送)                               |

## ダークダックス館林音楽館

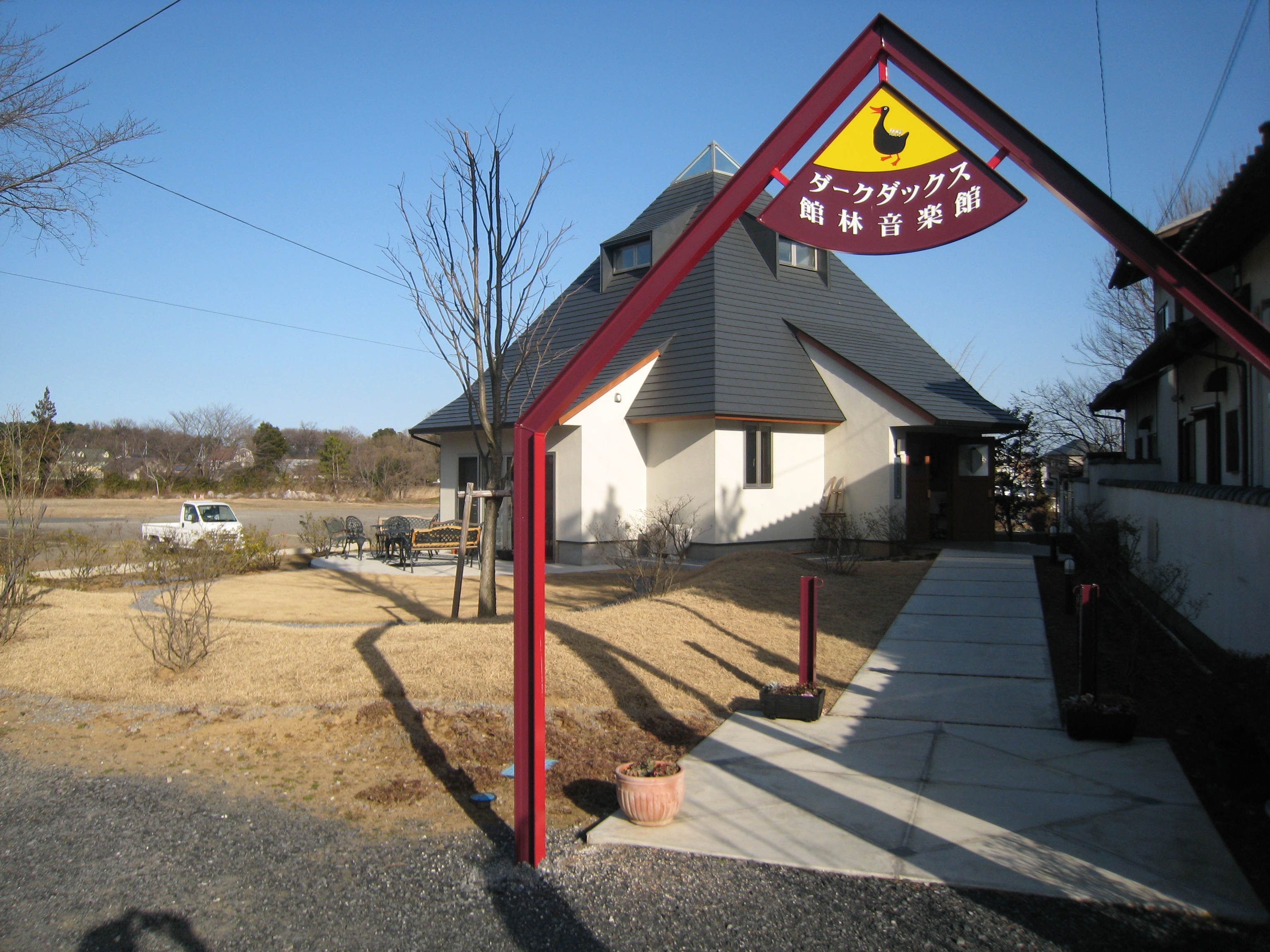
ダークダックス館林音楽館

群馬県館林市堀工町にある茂林寺の東に2008年4月12日にオープン。「特定非営利活動法人ダークダックス館林音楽館」が運営している。メンバーが使用していた楽譜、演奏会のポスター、レコードジャケット、メンバーの写真などが保存・展示されている。また、音楽館はホールとしての一般貸し出しも行っており、コンサート会場としても使われている。
2002年に喜早より「グループの関連資料の散逸を防ぐための施設を作りたい」という話が持ち上がり、この話に、同じ慶應義塾大学の出身で、グループの有力な後援者でもある、館林市の製麺業者「館林うどん」の社長である小暮高史が応じ、小暮が理事長として「特定非営利活動法人ダークダックス館林音楽館」を設立。全国から約4000万円の寄付を集めて建設した

## 著書
- 『ダークの世界よちよち歩き』吉永淳一 編. 音楽之友社, 1961
- 『東京横浜おいしい喫茶と甘党の店』編. 有紀書房, 1966